# Massaker von Wormhout
Schlacht um die Niederlande

Maastricht – Mill – Den Haag – Rotterdam – Zeeland – Grebbeberg – Afsluitdijk – Bombardierung von Rotterdam
Invasion von Luxemburg

Schusterlinie
Schlacht um Belgien

Fort Eben-Emael – K-W-Linie – Dyle-Plan – Hannut – Gembloux – Lys
Schlacht um Frankreich

Ardennen – Sedan – Maginot-Linie – Weygand-Linie – Arras – Boulogne – Calais – Dünkirchen (Dynamo – Wormhout) – Abbeville – Lille – Paula – Fall Rot – Aisne – Westalpen – Cycle – Saumur – Lagarde – Aerial – Fall Braun
Das Massaker von Wormhout am 28. Mai 1940 war ein Kriegsverbrechen an alliierten Kriegsgefangenen während des Frankreich-Feldzugs der deutschen Wehrmacht im Zweiten Weltkrieg.

## Hintergrund
Die Ortschaft Wormhout liegt zwischen Cassel und Dünkirchen an der Straße D916. Am 27. Mai sicherten Truppenteile der zum 3rd Corps gehörenden 48th Division eine Linie von Stützpunkten in Socx, Wormhout, Cassel und Hazebrouck, um die beginnende Evakuierung von alliierten Truppen aus Dünkirchen abzusichern. Bis zum Abend waren Cassel und Hazebrouck abgeschnitten worden, Socx war bereits von deutschen Truppen besetzt und Wormhout, bereits westlich umgangen, galt als nicht mehr länger zu halten. Major-General Thorne erteilte allen Truppen den Befehl, sich in dieser Nacht auf die knapp nördlich von Wormhout verlaufende Yser als Linie zurückzuziehen.
Bei Wormhout kam nördlich an die 6. Panzer-Division anschließend das SS-Regiment Leibstandarte Adolf Hitler zum Einsatz. Am 27. Mai geriet der Wagen des Regimentskommandeurs, SS-Obergruppenführer Josef Dietrich, auf der Straße vor Wormhout unter Beschuss und im Glauben, dass der eigene Kommandeur in einem Hinterhalt getötet worden wäre, griffen die hier stehenden Angehörigen der Waffen-SS die britischen Stellungen an, wobei es zu weiteren Verlusten kam. Zu diesen gehörte auch der Kommandeur des II. Bataillons, Sturmbannführer Schützeck, der verletzt wurde. Das Bataillon wurde von da an vom Kommandeur der 5. Kompanie, SS-Hauptsturmführer Wilhelm Mohnke, geführt.
Abgeschnitten von den eigenen Linien und ohne Munition ergaben sich zahlreiche britische Soldaten den wütenden Soldaten der Waffen-SS.

## Tathergang

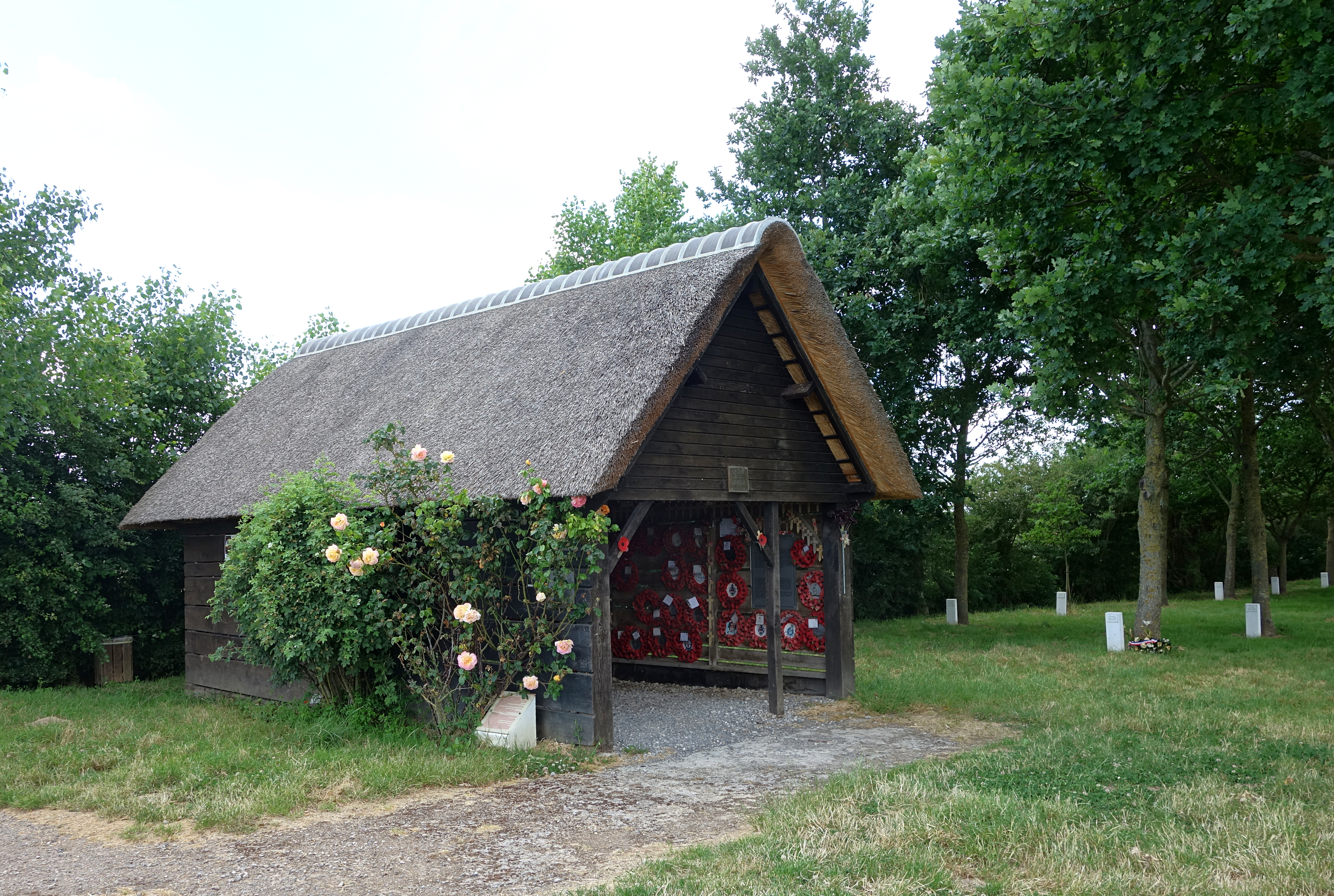
Rekonstruierte Scheune als Gedenkstätte

Britische Soldaten des 2nd Bataillon Royal Warwickshire Regiment, die zur Nachhut der 48th (South Midland) Division gehörten, sollten den Rückzug der eigenen Kameraden sichern. Nachdem sie von Soldaten der Waffen-SS überwältigt und gefangen genommen worden waren, wurden sie, gemeinsam mit Angehörigen des 4th Battalion Cheshire Regiment  und der 210th Battery, 53rd Anti-Tank Regiment, Royal Artillery westlich von Wormhout in eine in der Nähe der Rue de Wormhout (D17), die nach Esquelbecq führt, in eine Scheune gesperrt. Auch einige französische Soldaten, die zu einem Depot gehörten, das die französischen Streitkräfte bei Wormhout auf einem Bauernhof angelegt hatten, waren unter den Gefangenen.
Schon während der Gefangennahme hatten die SS-Soldaten einzelne britische Soldaten misshandelt, sogar einzelne Verwundete erschossen, und auch nachdem diese sich ergeben hatten weitere angeschossen. Durch die große Anzahl der Personen war in der Scheune nicht genug Platz, um die Verwundeten angemessen zu lagern. Der britische Offizier, Captain Lynn-Allen, der die „D“-Kompanie des Royal Warwickshire Regiment führte und der Brite mit dem höchsten militärischen Rang unter den Gefangenen war, protestierte dagegen, dass in dieser Scheune nicht genug Platz war und dagegen, dass sich der deutsche Soldat an der Türe darauf vorbereitete, eine Handgranate in die Scheune zu werfen.
Nach einer Zeugenaussage antwortete dieser Soldat in gutem Englisch mit amerikanischem Akzent, dass dort, wo die Briten nun hingingen, viel Platz wäre. Als die SS-Soldaten begannen, Handgranaten in die Scheune zu werfen, opferten sich zwei britische Unteroffiziere für ihre Kameraden, der Sergeant Moore und der Command Sergeant Major Jennings, indem diese Männer sich auf die Handgranaten warfen, sie waren sofort tot. Während die deutschen Soldaten in Deckung gegangen waren, gelang es Captain Lynn-Allen und einem einfachen Schützen, der Private Albert Evans, trotz dessen schwerer Verwundungen durch die Granaten aus der Scheune zu kommen, da sie direkt an der Tür standen. Beide gelangten zu einem ca. 180 Meter südlich der Scheune gelegenen, von Bäumen gesäumten Teich. Um nicht entdeckt zu werden, stiegen beide in den Teich, doch beide waren zuvor schon bei der Flucht entdeckt worden und ein SS-Soldat erschoss Lynn-Allen und feuerte auch zwei Schüsse auf den bereits stark blutenden Private Evans, der zusammensackte, aber totgeglaubt doch letztlich überlebte.
Die SS-Soldaten setzten die Tötungen fort, indem Gruppen von fünf Gefangenen aus der Scheune geholt und exekutiert wurden. Als Regen einsetzte, gingen die SS-Soldaten in die Scheune und schossen dort auf die Gefangenen, die sich zuvor umdrehen mussten. Danach feuerten die deutschen Soldaten nochmals mit einer britischen Maschinenpistole in die Scheune.
Die Zahl der Getöteten variiert zwischen 80 und 97 britischen und französischen Kriegsgefangenen.
15 Gefangene überlebten das Massaker. Sie wurden in den folgenden Tagen von Soldaten der Wehrmacht in der Scheune gefunden, medizinisch versorgt und in ein Kriegsgefangenenlager gebracht. Allerdings wird berichtet, dass einige der von der Wehrmacht noch lebend aufgefundenen Gefangenen innerhalb der folgenden Tage an den Verletzungen starben.

## Strafrechtliche Aufarbeitung
Einen ersten Versuch gab es 1947, als Überlebende gemeinsam mit Angehörigen der War Crimes Interrogation Unit den Tatort besuchten, nachdem das Büro des Judge Advocate General Ermittlungen aufgenommen hatte. Doch man gewann den Eindruck, dass es nicht möglich sein würde, ausreichend viele Beweise zusammenzutragen, die einen Prozess ermöglicht hätten. Man stellte fest, dass einige potenziell für ein Verfahren wichtige Personen, die gegebenenfalls hätten als Zeugen aussagen können, beim Einsatz der Division an der Ostfront gefallen waren, während andere ehemalige Angehörige der SS-Einheit jegliche Aussage verweigerten.
Ein Ermittlungsverfahren der deutschen Staatsanwaltschaft gegen Wilhelm Mohnke, das 1988 auf eine Initiative des britischen Parlamentsabgeordneten Jeff Rooker hin aufgenommen worden war, wurde vom Lübecker Oberstaatsanwalt Heinrich Wille mit der Begründung eingestellt, die Beweislage sei unzureichend. Mohnke hatte zwar am 28. Mai 1940 nach der Verwundung des Bataillonskommandeurs Ernst Schützek die Führung des II. Bataillons übernommen, aber da der verwundete Kommandeur Schützek weiter im Bataillonsbereich verblieb, konnte die Befehlsbefugnis und damit die Verantwortlichkeit nicht zweifelsfrei festgestellt werden.

## Gedenkstätte
Im Jahr 1972 erlangte der National Chaplain der Dunkirk Veterans Association, Reverent Leslie Aitken, vom Massaker Kenntnis und arrangierte für die jährliche Veranstaltung am 28. Mai 1973 die feierliche Einweihung eines Gedenksteins mit einem dahinter stehenden Fahnenmast auf einem kleinen Grundstück an der D17 in der Nähe des Ortes, an dem bis 1947 die Scheune gestanden hatte, das vom 2004 ermordeten Journalisten Paul-Marie de la Groce erworben und überlassen wurde.
Unter den 2.000 Teilnehmern der Gedenkveranstaltung waren vier der Überlebenden, Charles Daley, Albert Evans, John Lavelle und Alfred Tombs, die den Gedenkstein enthüllten.

## Mediale Rezeption
- Im Jahr 2004 wurde eine BBC-Fernsehdokumentation mit dem Titel Dunkirk gesendet, welche in einem Abschnitt die Ereignisse nachstellte.

- Ebenfalls 2004 wurde der deutsche Film Der Untergang veröffentlicht. Hierbei wurde der als verantwortlicher Offizier der Taten des 28. Mai identifizierte Wilhelm Mohnke verhältnismäßig sympathisch dargestellt. Der britische Autor Giles MacDonogh hat den Regisseur des Films hierfür öffentlich kritisiert, dieser antwortete darauf, dass er selber recherchiert habe und Mohnke immer abgestritten habe, für die Tat verantwortlich zu sein.